# Дуниловы
Дуниловы — древний русский дворянский род.
В дворянскую родословную книгу Ярославской губернии, VI часть, внесено потомство Петра-Кудая Дунилова жившего во 2-й половине XVI столетия.

## История рода
Одного происхождения с дворянами Бахметьевыми. Предки их царевичи Касим и Егуп Бахметы выехали к великому князю Василию II Васильевичу Тёмному из Золотой Орды. У Аслана (Ослана) Бахмета было три сына: Иван, Кузьма и Пётр, который носил прозвание Дунил, от коего пошёл род и фамилия.
Лев (Леонтий) Клементьевич межевой судья (1533).
В XVII столетии Дуниловы служили городовыми дворянами по Ярославлю. Ярославец Семён Александрович подписал грамоту на избрание на царство Михаила Фёдоровича (1613), объезжий голова в Москве (1618). Жилец Пётр Андреевич владел поместьем в Каширском уезде (1677). Анна Дунилова арзамасская помещица (1693).
Один представитель рода владел населённым имением (1699).

## Известные представители
- Дуниловы: Матвей и Иван Ивановичи — московские дворяне (1676—1677).
- Дунилов Михаил Иванович — стряпчий (1678), стольник (1686—1692), участник Чигиринского похода (1678)[5].